# CCI (munition)
 (octobre 2012).
Si vous disposez d'ouvrages ou d'articles de référence ou si vous connaissez des sites web de qualité traitant du thème abordé ici, merci de compléter l'article en donnant les références utiles à sa vérifiabilité et en les liant à la section « Notes et références ».
Pour les articles homonymes, voir CCI.
CCI (Cascade Cartridge Inc.), basé à Lewiston, dans l'Idaho est un fabricant américain de munitions à percussion annulaire et à percussion centrale, qui fournit également les amorces nécessaires au rechargement des munitions ainsi qu'aux charges explosives industrielles, détenu par Vista Outdoor. 
CCI a produit la première munition Mini-Mag à percussion annulaire en 1963, et a mis au point en 1975 la Stinger, une cartouche .22 Long Rifle à très haute vitesse.

## Histoire
Fondée par Dick Speer (frère de Vernon Speer, lui-même fondateur de Speer Bullets) au début des années 1950, CCI est maintenant filiale de Alliant Techsystems, et emploie aujourd'hui environ 800 personnes. CCI a été à une époque connue sous le nom de Speer Ammunition Company. La société a également été à une certaine époque filiale de Omark Industries tout comme Speer Bullets, RCBS (auparavant appelée Rock Chuck Bullet Swage company) et Outers.
CCI/Speer propose la ligne de produits Gold Dot Line, utilisée par plusieurs « départements de la police » aux États-Unis.
Le 14 juin 2009, le Minneapolis St. Paul Star Tribune a rapporté que Alliant Techsystems, Edina, et Humbert CTTS SAS s'étaient vu attribuer un marché d'environ 14 millions de dollars pour fournir en munitions Speer GoldDot 9 mm la Gendarmerie française, les Douanes françaises, l'Administration Pénitentiaire et l'ensemble des 250 000 fonctionnaires de la Police Nationale. 

## Sources
- (en) Cet article est partiellement ou en totalité issu de l’article de Wikipédia en anglais intitulé « CCI (ammunition) » (voir la liste des auteurs).